# Crudosilis alaica
Crudosilis alaica es una especie de coleóptero de la familia Cantharidae.

## Distribución geográfica
Habita en Kirguistán.